# Artur Carbonell i Carbonell
Artur Carbonell i Carbonell (Sitges, 31 de gener del 1906 – 1 d'abril del 1973) fou un pintor surrealista, professor i sots-director de l'Institut del Teatre de la Diputació de Barcelona i director teatral. El seu llegat es conserva al Centre de Documentació i Museu de les Arts Escèniques. Es poden trobar des de esbossos i figurins fins a fotografies del pintor.

## Biografia
Artur Carbonell era fill del comerciant i futur alcalde de Sitges Pere Carbonell i Mestre i de Sebastiana Carbonell i Termes. En havent acabat el batxillerat començà el 1923 la carrera d'arquitectura, estudis que abandonà per consagrar-se a la pintura. El 1925 exposà obra seva en el marc de l'Exposició Històrica de l'Art Sitgetà que es va fer al Casino Prado Suburense, i fins a l'any 1929 participà en un mínim de sis exposicions col·lectives més. També publicà diversos dibuixos en les revistes locals L'Amic de les Arts i L'Art Novell.
Amb Joaquim Sunyer i de Miró, el 1929 viatjà a París on feu coneixença tant de les tendències avantguardistes en la pintura, com del teatre que conreaven Sacha Guitry i Georges Pitoëff. Ambdós fenòmens l'influïren tant, que d'aquell moment fins a la seva mort es dedicà indestriablement a les dues arts. Així, el 1930 dirigí la seva primera obra teatral, l'Orfeu de Jean Cocteau en traducció de Maria Carratalà, que s'estrenà al Casino Prado amb Josep Mirabent i Magrans, Maria Dolors Bertran i Maria Planes com a actors; poc després representaria una altra obra de Cocteau, La veu humana. Per altra banda, aquell mateix any també la seva primera exposició individual, a les "Galeries Areñas" de Barcelona. Els anys 30 serien de gran activitat: exposà a les Galeries Syra (1932 i 1933), a la Sala Parés, a la llibreria Catalònia (1936); fou elegit membre de la directiva del Cercle Artístic de Sant Lluc i assessor de la junta dels Amics de l'Art Nou; i dirigí diverses obres de teatre: Caps de recanvi de Jean-Victor Pellerin (1931), Egmont, de Goethe (1932), Antonieta o la tornada del marquès de Tristan Bernard (1934), L'indigent de Charles Vildrac, Sopar de comiat d'Arthur Schnitzler i Su esposo de G.B.Shaw (1933), Abans d'esmorzar, d'Eugene O'Neill (traducció de Ramon Planes i Izabal), A la sortida, de Pirandello (1935), Davant la mort d'August Strindberg i L'innocent de Henri René Lenormand (1936). També fou en aquest període que J.V.Foix li dedicà una composició al seu llibre KRTU, composició que n'acompanyava dues més dedicades a Dalí i Miró. Una edició moderna de l'obra és J.V.Foix. Obra poètica Barcelona: Quaderns Crema, 1983, en edició de Jaume Vallcorba-Plana.

Acabada la guerra, Artur Carbonell es dedicà intensament al món teatral. L'any 1940 s'incorporà com a professor de "Dibuix i Realitzacions Escèniques" al claustre de l'Institut del Teatre. En una tesi de doctorat del 2007 es fa una comparació amb la coetània "Escola d'Art Dramàtic Adrià Gual": 
| «                                                                      | A l'Institut [del Teatre], en canvi, semblava que ni ells mateixos es prenguessin gaire seriosament això de fer teatre, amb honroses excepcions, com ara Artur Carbonell a la secció d'Escenografia o Bartomeu Olsina a Interpretació. | » |
| — Oriol Puig Taulé, L'Escola d'Art Dramàtic Adrià Gual i la seva època | |   |

 L'any 1952 va ser escollit sots-director de l'Institut del Teatre. A l'any següent fundà amb Marta Grau una companyia pròpia, el Teatro del Arte, que representà a Barcelona La discreta enamorada de Lope de Vega (1941), Las medallas de Sara Dowey de J.M.Barrie i El Gran Teatro del Mundo de Calderón de la Barca (1943), Eco y Narciso de Calderón (1944, amb Aurora Bautista i Maria Assumpció Balaguer), Medea d'Eurípides (1945, novament amb Aurora Bautista), El tiempo es un sueño de Lenormand (1946). La majoria dels decorats i dels figurins foren obra d'Artur Carbonell, també.
En una altra especialitat dins el món de l'espectacle, al setembre del 1942 estrenà el musical Sitges 1900-1941, que fou el primer d'un llarg seguit d'espectacles de varietats que es representaren a l'escenari del Casino Prado (Espectáculo 1940-1942, La viuda alegre -1943-, Sitges sonríe -1944-, Varieté 1940-1947 i Carillón -1953-). En la seva faceta de pintor, exposà a les galeries Pictoria de Barcelona i a la Xermada de Sitges. I encara en un altre vessant artístic, fou el dissenyador dels nous vestits dels Gegants de Sitges, en època de l'alcalde Antoni Almirall (1955).
Als anys 50 dirigí diverses obres de teatre, algunes de gran volada: Asesinato en la catedral de T. S. Eliot i Mirra de Vittorio Alfieri (1953), Hamlet de Shakespeare (1954), El zoo de cristal de Tennessee Williams (1959). Pel conjunt d'una vida dedicada a l'art escènic i a la docència teatral, la Diputació de Barcelona li atorgà el 1971 la "Medalla al Mèrit de l'Institut del Teatre". Amb posterioritat, Artur Carbonell faria donació del seu fons escenogràfic a l'Institut a què tan vinculat havia estat.
En homenatge pòstum, el 1982 l'ajuntament de Sitges rebatejà un dels carrers més cèntrics de la població, la "Pujada de l'Estació", amb el nom d'"Avinguda d'Artur Carbonell". El 2000, el Grup d'Estudis Sitgetans li dedicà una exposició monogràfica, comissariada per la historiadora Isabel Coll i Mirabent.

## Premis Artur Carbonell
El Festival Internacional de Teatre de Sitges instituí el premi "Artur Carbonell" al millor espectacle que s'hi estrenés en cada edició del festival.
- 1977 - Guinyol i quimera de la ciutadana neuròtica, de Josep Albanell, companyia de "Teatre Gent" amb direcció de Pere-Xavier Daussà i Lapuerta
- 1978 - Las baladas de Villon, sobre poemes de François Villon, interpretació de Maria Josep Arenós amb direcció de Feliu Formosa
- 1979 (desert)
- 1980 - Ñaque o de piojos y actores de José Sanchis Sinisterra, companyia "El Teatro Fronterizo"
- 1981 - Dels vicis capitals, entremesos mallorquins del segle xviii adaptats per Llorenç Moya i Josep Pera, companyia La Cubana
- 1982 - Ligeros de equipaje, de Jorge Díaz
- 1983 - Edipo rei, de Sòfocles, "Compañía Luis Seoane" dirigida per Manuel Lourenzo
- 1985 - El abismo, companyia "Teatro Estable de Navarra", creació i direcció de José Lainez
- 1986 - El fetitxista, direcció de Josep Minguell